# اودنوالد ۱۰۹۴۸
سیارک ۱۰۹۴۸ (به انگلیسی: 10948 Odenwald، نامگذاری:2207P-L) ده هزار و نهصد و چهل و هشتمین سیارک کشف شده‌است که در ۲۴ سپتامبر ۱۹۶۰ کشف شد.